# Albert Belhomme de Franqueville
Albert Belhomme de Franqueville, (Pinterville, 16 d'octubre del 1814 - Bizanos, 5 d'agost del 1891) va ser un botànic francès i un dels primers escaladors dels Pirineus.

## Biografia
Nascut a la Normandia, el Comte Albert Belhomme de Franqueville era fill d'Ambroise Belhomme de Franqueville i de Marie Aglaé Le Pesant de Boisguilbert.
El comte Albert de Franqueville s'instal·là al château de Visanòs, el 1854. El parc del château tenia plantes exòtiques. Albert de Franqueville havia confeccionat un gran herbari, de refèrència internacional va adquirir els herbaris d'Achille Richard i de Steudel. Tenia plantes originàries de Java recollides per Zollinger o Blume, d'Amèrica i d'Abissínia. Va recórrer els Pirineus cercant plantes i trofeus de caça com els isards de l'Aneto. Des de Bagnères-de-Luchon, el juliol de 1842, va fer la primera ascensió registrada del pic Aneto, anomenat en aquella època Néthou, en companyia de Platon Tchikhatchov i quatre guies de Luchon.
Albert de Franqueville és l'inventor del mític lloc anomenat « Pont de Mahoma » en referència a una tradició musulmana sobre que l'entrada al paradís és estreta com una espasa i només la poden passar els justos. Sobre la carena de Llosas, al massís de la Maladeta, les agulles Argarot (3.035 m), Tchihatcheff i Franqueville porten els noms dels escaladors i d'un guia, Jean Sors (dit Argarot). El château de Bizanos porta actualment el nom de château de Franqueville.